# Club Deportivo Constancia
El Club Deportivo Constancia es un equipo de fútbol de la ciudad de Inca, en la isla de Mallorca (Islas Baleares, España). Actualmente juega en el Grupo XI de la Tercera Federación.

## Historia
El Club Deportivo Constancia nació en 1922 a partir de la denominación de una sociedad de socorros mutuos de Inca, cuyos socios comenzaron a jugar a fútbol. La existencia del equipo en sus primeros años se limitó a partidos y torneos regionales, con una plantilla formada por jugadores de las Islas Baleares y que más tarde se reforzó con futbolistas de equipos catalanes.
Al término de la guerra civil española, el Constancia se benefició de la ausencia de equipos en las competiciones oficiales y consiguió una plaza para jugar en Segunda División, debutando en la temporada 1939-40. A pesar de descender, el equipo pudo recuperar la categoría al quedar en primer puesto de su grupo en Tercera, y permaneció en la segunda categoría del fútbol español durante cuatro años más. Su mejor papel lo hizo en la temporada 1943-44, de la mano del entrenador José Quirante, cuando quedó en tercera posición y pudo jugar una promoción de ascenso a Primera. En dicho encuentro, disputado en el Estadio de Chamartín, el Constancia perdió 4-0 frente al Deportivo La Coruña.
En la temporada 1944-45 el equipo descendió a Tercera División en la que permaneció hasta la temporada 1961-62 cuando se proclamó campeón de su grupo. El equipo balear se marcó como su objetivo principal la permanencia en la categoría, y logró disputar hasta seis temporadas en la categoría de plata, hasta que descendió en la campaña 1967-68 al terminar en última posición del grupo II.
Tras el descenso el equipo no regresó a competiciones profesionales. Después de bajar a categorías regionales regresó a Tercera División en 1974 donde dominó su grupo en varias ocasiones, siendo las más célebres dos primeros puestos en las temporadas 1982-83 y 1983-84. Constancia llegó a jugar en Segunda División B una temporada (1987-88) para descender al siguiente, y desde entonces ha permanecido en la Tercera División, Grupo XI, grupo correspondiente a las Islas Baleares.
Después de 25 años, el Constancia consiguió un nuevo ascenso a Segunda División B para la temporada 2012-13. Se vio abocado a jugar las eliminatorias para no descender a Tercera División y perdió la categoría en la eliminatoria final contra el Zamora CF (0-1 y 1-1); pero los descensos administrativos por deudas de otros equipos le permitieron salvar la categoría.
.
En 2023, el ayuntamiento de Inca inicia un proceso de adquisición de las acciones del Club.

### Trayectoria histórica
(a) para la temporada 1951-52 el equipo había sido descendido administrativamente de Segunda División y sancionado sin poder competir por acumulación de deudas

## Uniforme
- Uniforme titular: Camiseta blanca, pantalón negro, medias negras.
- Uniforme alternativo: Camiseta negra, pantalón blanco, medias blancas.

## Estadio
El C.E. Constància juega sus partidos como local en el Nuevo Campo de Inca, un recinto polideportivo con capacidad para 10 000 espectadores, medidas de 105x67 metros y césped natural. Fue inaugurado el 29 de agosto de 1965.

## Datos del club

### Temporadas
- Temporadas en Segunda División (11): 1939-40, 1941 a 1945, 1962 a 1968
- Temporadas en Segunda División B (3): 1987-88, 2012-13, 2013-14
- Temporadas en Tercera División (53): 1940-41, 1945 a 1951, 1953 a 1962, 1968-69, 1974 a 1987, 1988 a 1990, 1992 a 2012, 2014-15 - ...
- Temporadas en Categorías regionales (9): 1951 a 1953, 1969 a 1974, 1990 a 1992
- Mejor posición en liga: 3.º (Segunda División, temporada 1943-44)

## Palmarés

### Torneos nacionales
- Tercera División (8): 1940-41 (Zona B), 1961-62 (Gr. VIII), 1982-83 (Gr. XI), 1983-84 (Gr. XI), 1996-97 (Gr. XI), 1998-99 (Gr. XI), 2004-05 (Gr. XI), 2011-12 (Gr. XI).
  - Subcampeón de Tercera División (8):  1954-55 (Gr. VIII - Mallorca), 1958-59 (Gr. VIII), 1960-61 (Gr. VIII), 1980-81 (Gr. XI), 1981-82 (Gr. XI), 1997-98 (Gr. XI), 1999-00 (Gr. XI), 2002-03 (Gr. XI).

### Torneos regionales
- Copa R.F.E.F (Fase Autonómica) (1): 1997-98
- Campeonato Regional de Baleares (2): 1932-33, 1934-35.
  - Subcampeón de Campeonato Regional de Baleares (1): 1930-31.
- Campeonato Regional de Mallorca (4): 1932-33, 1933-34, 1934-35, 1938-39.
  - Subcampeón de Campeonato Regional de Mallorca (3): 1928-29, 1930-31, 1937-38.
- Campeón en Categorías regionales (2): 1952-53, 1971-72.
  - Subcampeón en Categorías regionales (1): 1973-74.

### Trofeos amistosos
- Trofeo Nicolás Brondo (3): 1986, 1995, 2000.
- Trofeo de la Agricultura (2): 1975, 1978.